# حسن‌آباد شورین
حسن‌آباد شورین، روستایی از توابع بخش مرکزی شهرستان همدان در استان همدان ایران است.این بخش الان دیگه روستا نیست و جزیی از شهر همدان محسوب می‌شود

## جمعیت
این روستا در دهستان هگمتانه قرار دارد و براساس سرشماری مرکز آمار ایران در سال ۱۳۹۵، جمعیت آن ۳۷۰۲ نفر (۹۹۵خانوار) بوده‌است.